# Teurioquesmes
Els teurioquesmes (en llatí Teurichaemae, en grec antic Τευριοχαῖμαι) eren una tribu germànica que va habitar el territori al sud dels queruscs, al nord de les muntanyes dels Sudets, segons diu Claudi Ptolemeu, modernament comarca del Vogtland i l'Erzgebirge.